# Excoecaria yunnanensis
Excoecaria yunnanensis là một loài thực vật có hoa trong họ Đại kích. Loài này được Y.H.Li & J.C.Xu mô tả khoa học đầu tiên năm 1996.